# DVB-C
DVB-C je kratica za Digital Video Broadcasting - Cable, Europski DVB standard za slanje digitalnog televizijskog signala u kabelskim mrežama. Ovaj sustav za prijenos slike i zvuka koristi MPEG-2 ili MPEG-4 uz QAM modulaciju s kodiranjem kanala.

## Poveznice
- DVB
- DVB-S
- DVB-T